# 地震模拟

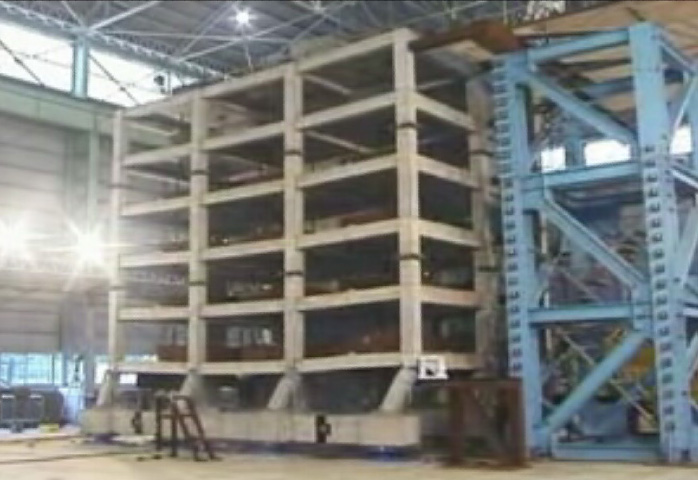
6 层建筑塑性模型的振动台破坏试验

地震模拟是在具有真实地震活动关键特征的结构上输入实际或模拟的地震动，通常用于研究地震对人造工程结构或地震期间可能造成危险的自然地物的影响。

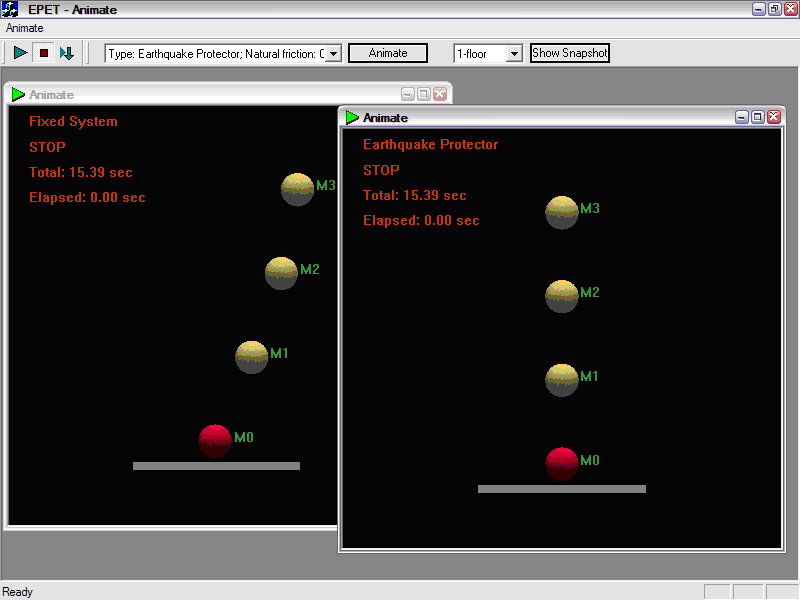
计算机模型动画的屏幕截图

建筑结构和非建筑结构的动力实验可以是物理实验（如振动台试验）或虚拟实验（基于计算机模拟）。在这两种情况下，为了验证结构的预期抗震性能，研究人员更喜欢使用所谓的“真实时程”，尽管对于建筑规范或某些特定研究要求指定的假定地震动来说，时程不可能是“真实的”。

## 振动台试验
通过将结构模型放在模拟地震加载的振动台上来研究建筑物地震响应。此类实验最早发生在一个多世纪前。 
模拟振动试验 （页面存档备份，存于）可以使用 3D 建模软件（例如 Blender）以及名为BCB （页面存档备份，存于） - Bullet Constraints Builder 的 （页面存档备份，存于）特殊插件来完成。该插件可创建对象约束，精确模拟各种建筑材料（例如混凝土、素混凝土、砖石、木材和钢材）的特性。这些模拟不但对建筑地震响应进行科学的解释，而且也可以提高公众对不同类型建筑物的地震认知。

## 计算方法
另一种方法是通过分析评估地震性能。最初的地震模拟是通过将一些水平惯性力（基于按比例缩放的峰值地面加速度）静态加载到建筑物的数学模型来进行的。 随着计算机技术的进一步发展，静态方法逐渐被动态方法取代。 
传统上，数值模拟和物理试验是解耦且分开进行的。所谓的混合试验系统是采用物理试验和计算机试验进行快速并行分析。